# Inger am Strand
Inger am Strand (auch Sommernacht; norwegisch: Inger på stranden, Sommernatt) ist ein Gemälde des norwegischen Malers Edvard Munch. Es entstand im Sommer 1889 in Åsgårdstrand. Die porträtierte Frau ist Munchs jüngste Schwester Inger.

## Bildbeschreibung
Eine junge Frau, durch den Bildtitel als Munchs jüngste Schwester Inger identifiziert, sitzt in ruhiger Pose, einen Strohhut in den Händen, auf einem großen Granitfelsen und hat ihren Kopf ins Profil gerückt. Ihr leuchtend weißes Kleid kontrastiert mit den grün bemoosten Steinen und dem blauroten Wasser des Meeres hinter ihr, dessen Färbung gemäß dem Alternativtitel von den nordischen Sommernächten herrührt. Lediglich einige Reusen und ein Fischerboot hinter ihr verraten menschliches Leben in der Naturlandschaft.

## Interpretation
Seit seinen künstlerischen Anfängen war Munch laut Matthias Arnold besonders an der Porträtmalerei interessiert. Neben zahlreichen Selbstbildnissen und Bildern von befreundeten Künstlern waren es in der Anfangszeit insbesondere seine Familienmitglieder, die er immer wieder porträtierte, siehe auch die Liste der Gemälde von Edvard Munch. Eine besonders enge Beziehung hatte Munch mit seiner jüngsten Schwester Inger Marie. Während die meisten Geschwister früh starben, war Inger die einzige aus der Familie, die ihren Bruder Edvard überlebte. Munch malte sie mehrmals, so 1884 in einer Halbfigur im Konfirmationskleid und 1892 in einem Ganzfigurenbild, das laut Matthias Arnold zu seinen wichtigsten Porträt-Arbeiten gehört. Munch nannte das Bild in Anlehnung an Whistler Harmonie in Schwarz und Violett. Heute ist es als Bildnis Inger Munch bekannt.

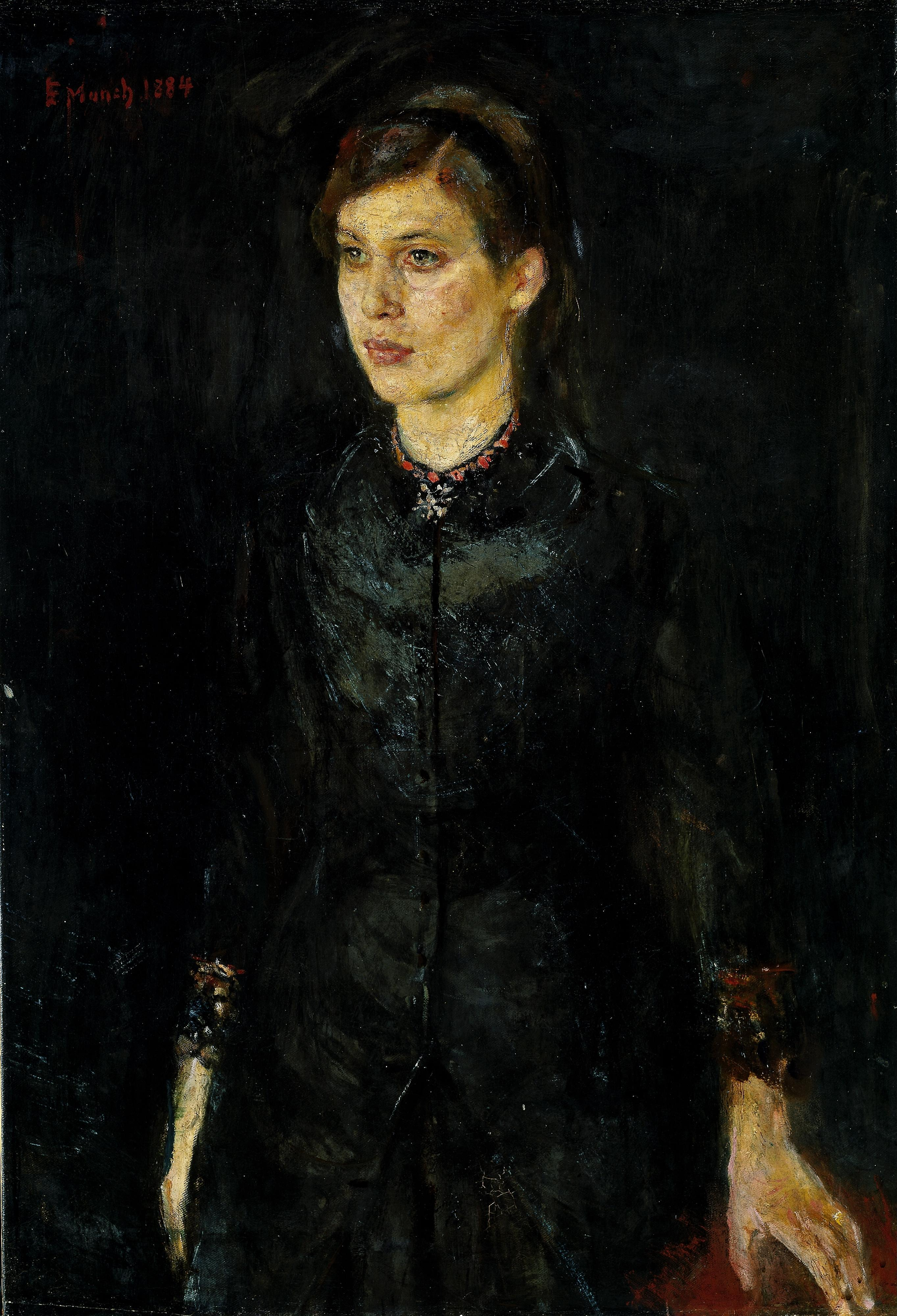
Inger in Schwarz (1884), Öl auf Leinwand, 97 × 67 cm, Norwegische Nationalgalerie
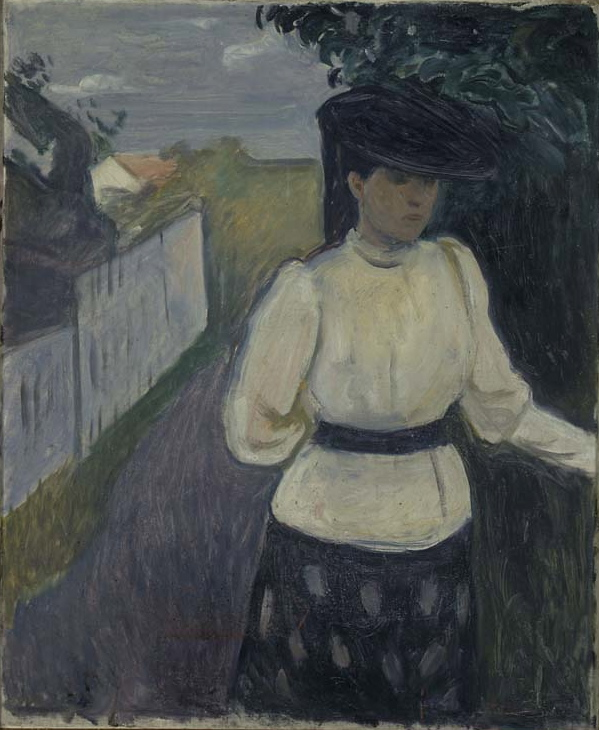
Inger Munch mit weißer Bluse (1891), Öl auf Leinwand, 81,5 × 66,5 cm, Munch-Museum Oslo
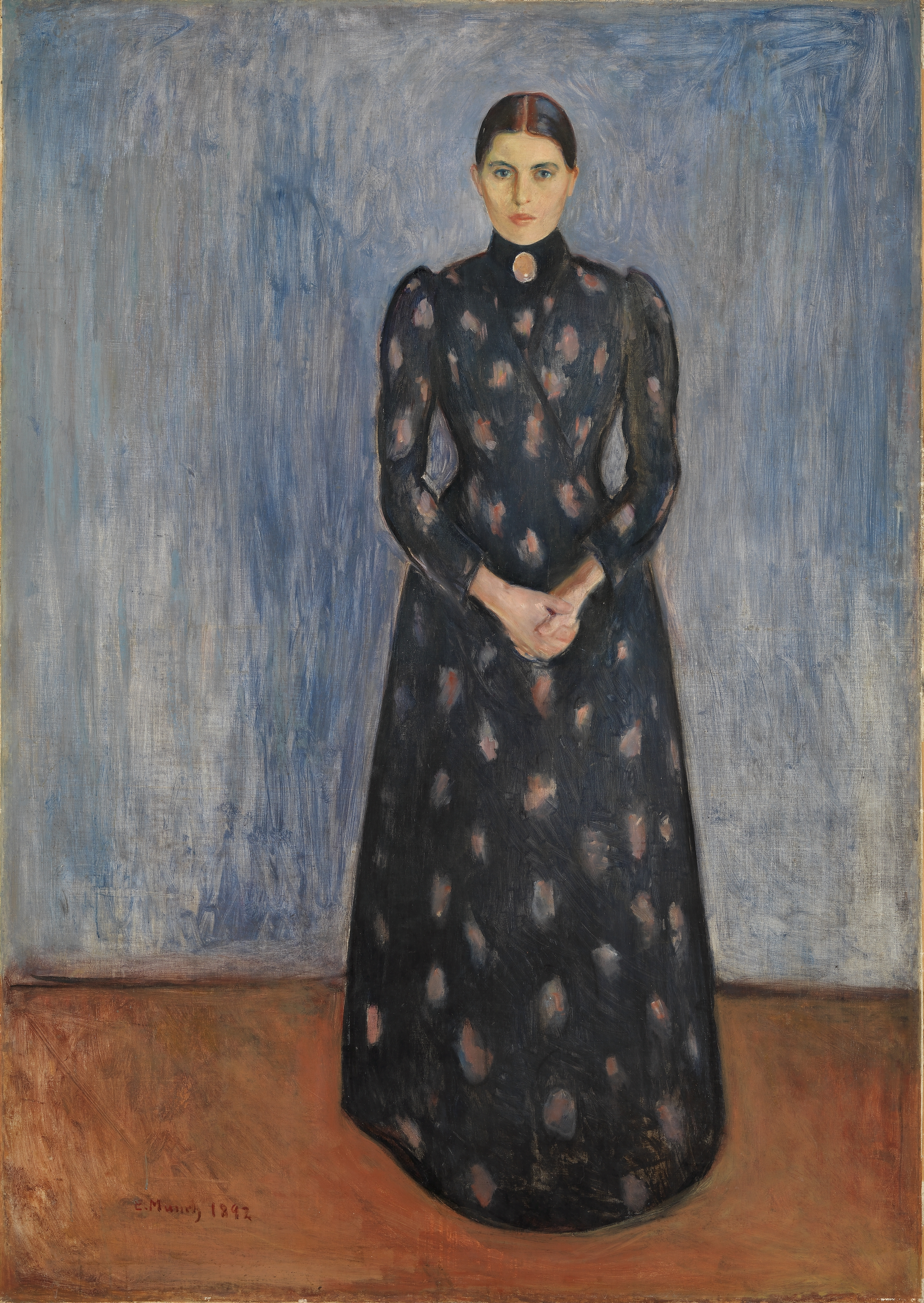
Bildnis Inger Munch (1892), Öl auf Leinwand, 172,5 × 122,5 cm, Norwegische Nationalgalerie

Während Ulrich Bischoff das 1884 entstandene Porträt der damals 14-jährigen Inger im schwarzen Konfirmationskleid noch als Jugendwerk in der Tradition der Porträtmalerei des 19. Jahrhunderts sieht, weist das fünf Jahre später entstandene Bild Sommernacht (Inger am Strand) bereits auf die künftige Bedeutung des Künstlers voraus. Von der kompositorischen Gliederung in horizontale und vertikale Achsen über die aus dem späteren Lebensfries bekannten Themen Einsamkeit, Melancholie und Lebensangst bis zur Umgestaltung einer augenblicklichen Szene in ein durch Erinnerung gespeistes Sinnbild menschlicher Existenz liest Bischoff aus dem frühen Bild bereits das ganze künstlerische Repertoire des Malers heraus.
Für Reinhold Heller ist das Motiv von Inger am Strand weniger eine Tageszeit als eine Stimmung. Dabei erinnern die Konturen und flächenhaften Darstellungen von Figur und Steinen, der nicht vorhandene Horizont zwischen Himmel und Meer und das nahezu monochrome Blau an dekorative Kunst. Anni Carlsson spricht von einer „Wesenslandschaft“, in der die Stimmung Strand, Meer und Figur einschließt und die Grenzen im Raum aufhebt. Munch verglich aus dem Meer herausragende Steine in einer späteren Äußerung mit lebenden Wesen, Kobolden und Meeresgeistern: „In den hellen Nächten haben die Formen phantastische Töne.“ Nic. Stang erinnert die „Vereinfachung von Form und Farbe, die eine farbige Form gegen die andere setzt“ an Paul Gauguin, einen Maler, den Munch erst bei seiner im gleichen Jahr angetretenen Parisreise kennenlernen sollte.
Tore Skedsmo sieht Inger am Strand noch ganz in der Tradition der naturalistischen Maler der „Fleksum-Kolonie“, namentlich Christian Skredsvig, Eilif Peterssen, Erik Werenskiold, Gerhard Munthe, Kitty Kielland und Harriet Becker, die bekannt für ihre ruhigen Sommernachtsstimmungen waren. Die Komposition einer Figur in einer Landschaft und die elegische Stimmung des Bildes deuten für Skedsmo auf Munchs norwegische Kollegen, doch füge Munch diesen mit seiner Vereinfachung der Formen und dem Widerhall einer Stimmung in der Natur bereits Elemente der Moderne hinzu. Er zeige auch bereits Einflüsse von Puvis de Chavannes und Jules Bastien-Lepage, die er auf der Weltausstellung 1885 in Antwerpen kennengelernt hatte, etwa in der starren Miene Ingers mit ihrem leeren Blick und dem trockenen Farbauftrag.

## Werkgeschichte

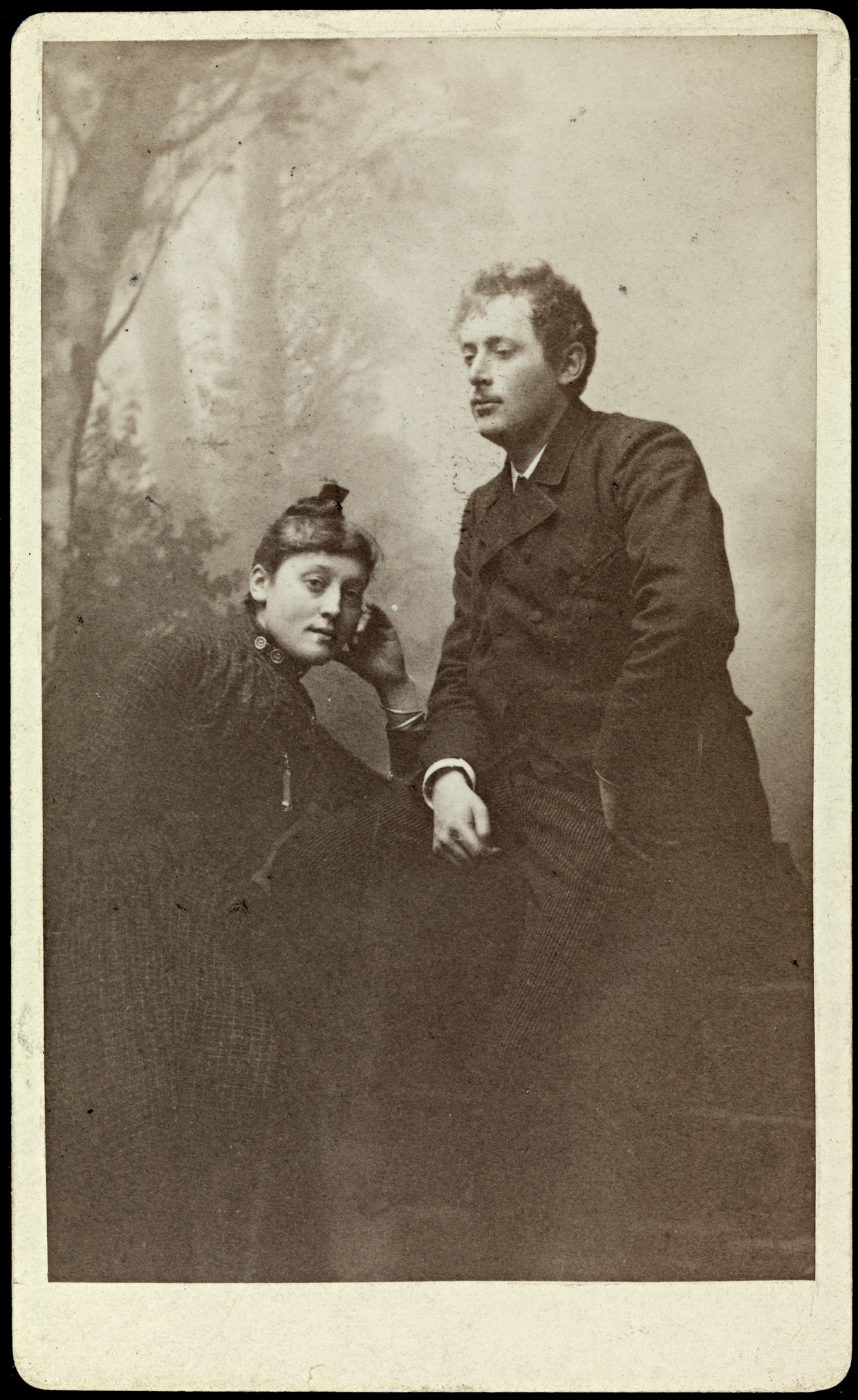
Edvard und Inger Munch, Datum unbekannt

Im Sommer 1889 mietete Munch ein kleines Haus am Meer in Åsgårdstrand, einer kleinen norwegischen Küstenstadt am Oslofjord, die als Sommerfrische vieler Bürger und Künstler aus dem nahen Kristiania, dem heutigen Oslo, diente. Darunter befanden sich auch die mit Munch befreundeten Christian Krohg und Frits Thaulow. Der Ort sollte noch eine große Bedeutung im Leben Munchs erlangen. Hier verbrachte er nicht nur zahlreiche Sommer und kaufte 1897 ein Haus, es entstanden vor Ort auch viele bedeutende Bilder seines so genannten Lebensfrieses. Im ersten Jahr 1889 porträtierte er hier seine jüngste Schwester Inger, die ihm zuvor bereits mehrfach Modell gestanden hatte, im Bild Inger am Strand. Vorausgegangen war eine Serie von Studien, die Munch zwischen 9 und 11 Uhr abends im Freien angefertigt hatte, um die Lichtverhältnisse der norwegischen Sommernacht zu studieren.
Nur wenige Monate später wurde das Bild unter dem Titel Abend auf der jährlichen Herbstausstellung in Kristiania erstmals ausgestellt, während Munch bereits weiter nach Paris gereist war, um Eindrücke der dortigen Kunstszene zu sammeln, durch die er endgültig zu seinem symbolistisch-expressiven Stil finden sollte. Die Aufnahme in der zeitgenössischen Kritik war ausgesprochen feindselig. Morgenbladet nannte das Gemälde den reinen „Galimathias“ und sprach davon, dass das Publikum zum Narren gehalten werde. Andere Stimmen beschwerten sich über „leicht hingeworfene Steine, die nur aus weichem, formlosen Stoff gebildet zu sein scheinen“.
Aftenposten beschrieb die sitzende Figur als „ein körperliches Wesen ohne Spur von Leben und Ausdruck, ebenso unwahr in der Form wie in der Farbe […] Im ganzen scheint uns dieses Bild einen so geringen künstlerischen Wert zu besitzen, daß seine Anwesenheit auf der Ausstellung sich schwer verteidigen läßt“. Dagbladet gab immerhin zu bedenken: „Will man ihn verstehen, muß man ständig vor Augen haben, daß Munch Lyriker ist – ein Mensch, der ganz und gar von einer Stimmung erfaßt werden kann, sich ihr und ihrer Wiedergabe hingebend, ohne Rücksicht auf herkömmliche Gesetze und Formen, oft mit Neigung zur Phantasie.“
Immerhin einen Fürsprecher fand das Bild: Munchs norwegischer Kollege Erik Werenskiold kaufte es noch direkt auf der Ausstellung. 1909 erwarb der norwegische Kunstsammler Rasmus Meyer das Gemälde als Teil seiner im Jahr 1924 öffentlich gemachten Sammlung in Bergen.